# Hochstedt (Erfurt)
Hochstedt, Erfurt-Hochstedt – dzielnica miasta Erfurt w Niemczech, w kraju związkowym Turyngia. 